# Alles was ich an euch liebe
Alles was ich an euch liebe ist eine spanisch-argentinische Filmkomödie aus dem Jahr 2004 über die Liebe zwischen einem muslimischen Palästinenser und einer spanischen Jüdin. Als sie ihn ihrer Familie vorstellt, überschattet der Nahostkonflikt schon bald das harmonisch geplante Familientreffen.

## Handlung
Die spanische Fernsehjournalistin Leni hat es nicht leicht mit der Familie. Ihre Mutter Gloria ist depressiv, ihr Vater Ernesto arbeitet nur, ihr Großvater Dudu ist alt und senil, ihr Bruder David macht eine religiös-fundamentalistische Phase durch und ihre Schwester Tania ist nymphomanisch veranlagt und deren kleine Tochter Paula verzogen. Als Leni eines Abends ihrer Familie ihren neuen Freund, den Hochschullehrer Rafi, vorstellen will, hat sie leider vergessen vorab etwas mitzuteilen: Rafi ist palästinensisch-stämmiger Israeli und Muslim – und Leni und ihre Familie Juden. Die zuvor fröhliche Stimmung ist schlagartig verflogen, als Leni dieses nicht unwesentliche Detail mitteilt.
Dem verunsicherten Rafi fällt beim Spiel mit Paula ein gefrorener Suppenblock aus dem Fenster. Unten am Eingang des Hochhauses muss er entsetzt feststellen, dass der Block einen Mann getroffen und vermeintlich getötet hat. Doch Leni, die den Toten nicht sieht, ist dagegen, dass Rafi die Polizei oder einen Krankenwagen ruft, da dies nur schlechte Presse bringe – daraufhin lassen sie den Mann liegen. Rafi hegt jedoch den schrecklichen Verdacht, dass es sich um Lenis Vater handelt. Die Stimmung wird immer kritischer, als Tania gegenüber ihrer Mutter den Verdacht hegt, dass ihr Vater eine Affäre hat. Nachdem die vermeintliche Leiche verschwunden ist, eilen Gloria, Leni, Rafi und Tania zum Bürogebäude von Ernesto.
Tatsächlich ist Ernesto nicht verstorben, hat aber einen Gedächtnisverlust erlitten und eilt verwirrt durch die Straßen, wo ihn eine Prostituierte findet, die ihn jedoch rauswirft, als sie merkt, dass er kein Geld hat, woraufhin Ernesto weiter durch die Straßen irrt. Während Tania und Rafi auf Leni und Gloria im Büro warten, die in ein inniges Mutter-Tochter-Gespräch vertieft sind, verführt Tania Rafi mit einem Bauchtanz zu einer bekannten Melodie von Amr Diab. Sie küsst ihn, aber er lehnt ihre Annäherungsversuche ab.
Nach ihrer Rückkehr ist Leni überzeugt, dass Tania und Rafi miteinander geschlafen haben, worauf Tania ihre scheinbare Gleichgültigkeit gegenüber der Familie ablegt. Am Ende verlassen alle versöhnt das Büro. Als Ernesto nach Hause zurückkehrt, wird er von einer Frau auf einem Roller zurückgebracht, die ihn auf der Straße gefunden hat, und die Familie ist wieder vereint und es kommt zum Happy End.

## Kritiken
In der Internet Movie Database kommt der Film auf eine Zuschauerwertung von 6,8 von 10 Punkten bei rund 1.800 Bewertungen.
Das Lexikon des internationalen Films urteilte, der Film sei ein „liebevoll-chaotischer Familienfilm mit glaubwürdigen Charakteren und subtilem Humor“, der „politisch brisanten Hintergrund kaum“ nutze.